# Марк Манилий
Марк Мани́лий (лат. Marcus Manilius; I век) — римский астролог I века нашей эры, автор одной из первых сохранившихся книг по астрологии «Астрономика» («Astronomicon»), написанной в стихотворной форме. В честь Марка Манилия назван кратер на Луне.

## Биография
Никаких сведений о жизни Марка Манилия не сохранилось. Существует предположение, что он был вольноотпущенником, поскольку Гай Светоний Транквилл упоминает, что раб грамматика Стаберия Эрота был привезён в Рим вместе с неким Антиохом, получил вольную одновременно с ним и стал именоваться Манилием Антиохом. Однако, такое предположение современными исследователями не поддерживается.

## «Астрономика»
Из самой поэмы можно определить, что она написана в последние годы правления императора Августа и первые Тиберия. В ней впервые появляется система астрологических домов. Поэма была весьма популярна в античности. Первое печатное издание выпустил Региомонтан в Нюрнберге в 1472 году. Альфред Эдвард Хаусман работал над 5-томным изданием с 1903 по 1930 годы.

### Список произведений
- Марк Манилий. Астрономика (Наука о гороскопах) / Прозаич. пер., вступ. и комм. Е. М. Штаерман. — М.: Издательство МГУ, 1993.
- Латинский текст.